# Офіцерське зібрання
Офіцерське зібрання (також Зимове морське зібрання, частіше — Будинок офіцерів флоту) — будівля в Миколаєві, пам'ятка архітектури національного значення.

## Історія
Офіцерське зібрання було побудоване у 1824 році за розпорядженням головного командира Чорноморського флоту і портів, військового губернатора Миколаєва і Севастополя адмірала Олексія Грейга як клуб для офіцерів-моряків (інша назва — Будинок флагманів та командирів) для організації дозвілля офіцерів-моряків та їхніх сімей. Колись тут проводились бали, світські прийоми, концерти, розміщувалися школи музикантів та співаків, класи для юнкерів, бібліотека. А у 1890 році відбувся почесний прийом на честь 100-річчя Миколаєва.
У 1872 році будівлю було капітально відремонтовано за проєктом архітектора Морського відомства, академіка, інженер-полковника Василя Рульова. Будівля отримала статус Морського зібрання та перетворилася на культурний і просвітницький центр морських службовців, зібрання офіцерів під час зимування кораблів. Тут збирались видатні флотоводці, зокрема Павло Нахімов, Михайло Лазарєв, Володимир Корнілов, Фадей Беллінсгаузен, Олексій Бутаков, Степан Макаров, та Микола Аркас.
У 1873—1875 роках у Будинку флагманів читав свої лекції колишній вільний слухач Новоросійського університету, прапорщик А. А. Горенко (батько А. А. Горенко-Ахматової).
Весною 1874 року в Морському зібранні вперше побував молодий композитор і диригент М. А. Римський-Корсаков, запрошений до Миколаєва інспектором військово-морських інструментальних хорів. Під час його візиту у 1881 році у дворі Морського зібрання відбулися два благодійні концерти, 20 та 21 червня.
У 1879 році, під час концертного туру містами півдня, у Миколаєві побував автор опер «Борис Годунов» і «Хованщина», композитор М. П. Мусоргський. Разом з оперною співачкою Д. Леоновою він виступив у великій залі Морського зібрання.
У кабінетах та гостьових кімнатах Морського зібрання читали лекції адмірал Степан Макаров, історик Дмитро Багалій, діяла велика бібліотека, проходили «сімейно-танцювальні вечори», різдвяні бали.
30 серпня 1890 року з нагоди 100-річчя міста Миколаєва тут відбувся святковий прийом тодішнього губернатора міста, Романа Гренквіста.
23 березня 1897 року у великій залі у виконанні місцевого симфонічного оркестру вперше прозвучали фрагменти опери «Катерина» Миколи Аркаса.
З 1924 році колишній Будинок флагманів та капітанів став Будинком культури моряків, а в післявоєнні роки — Будинком офіцерів флоту та центром культури, відпочинку і освіти Військово-морських сил СРСР. Тут розміщувався кінозал, кімнати для колективу художньої самодіяльності і бібліотека з читальним залом. У клубі було розгорнуто діораму, що зображувала один із моментів боротьби за визволення Миколаєва від нацистських загарбників у березні 1944 року — бій у порту загону моряків-десантників під командуванням старшого лейтенанта К. Ф. Ольшанського.
До 2004 року Будинок офіцерів флоту перебував у власності Міністерства оборони України, потім його передали в комунальну власність області.
На початку 2000-х будівля ДОФу перебувала у занедбаному стані. У критичному стані у 2004 році її передали в міську комунальну власність. Провести капітальний ремонт будівлі було неможливо. Не лише через відсутність коштів, а і через проблеми із землею під будівлею — вона і досі належала Міністерству оборони України. Лише у 2019 році землю передали місту.
У 2020 році мер Миколаєва Олександр Сєнкевич заявив про можливість включення Будинку офіцерів флоту до національної програми реконструкції архітектурних пам'яток України «Велика реставрація» у 2021 році, проте цього так і не відбулося. Згодом будівля стала центром проведення суспільних заходів, зокрема виставок і кінопоказів просто неба.

#### Під час повномасштабної війни
25 лютого, на другий день війни Росії проти України, Віталій Кім, голова Миколаївської ОВА, заявив: «Ми відкриваємо ДОФ». Він запросив городян розливати коктейлі Молотова. Звідси ж почали координувати зведення блокпостів навколо міста.
Дуже швидко ДОФ став найбільшим міським осередком для волонтерів та охочих містян допомогти в обороні міста, волонтерським логістичним хабом, куди надходила допомога звідусіль і для всіх. У 2024-му ДОФ і далі працює, тепер як найпопулярніший культурний осередок Миколаєва.
Частину ремонту волонтери ДОФ власним коштом робили ще у 2022—2023 роках. Замінили труби, зробили вентиляцію. Розчистили малу залу на другому поверсі. Згодом, перемістивши склади, почали приводити до ладу укриття, мінус перший поверх. Вибили зайві стіни та зробили там єдиний простір. Дороблювали стелі, стіни, опалення та електрику.
У березні 2023 року координатор простору Володимир Алєксєєв презентував проєкт майбутнього ДОФу як громадського простору, культурного комплексу та туристичного центру.
У вересні 2023 в центрі провели міжкультурний фестиваль, потім відкрили сцену в укритті, де тепер проходять джазові концерти, кінопокази, майстер-класи, художні та фотовиставки.

## Архітектура
Двоповерхова будівля з цокольним напівповерхом побудована у стилі класицизму (архітектор Ф. І. Вунш) (за іншими даними — В. О. Рульовим). Має прямокутне планування. Об'ємно-просторове рішення дизайну дуже лаконічне. Фактично відсутній декор. У центрі головного фасаду розміщено ефектний шестиколонний портик великого тосканського ордеру, що завершується трикутним фронтоном. Вікна прямокутної та арочної форми, прикрашені наплічниками.
У 1872 році відбувся капітальний ремонт за проєктом архітектора Морського відомства, академіка, інженера-полковника В. А. Рульова.
Архітектурний ансамбль складався з головної будівлі та бокових флігелів, де розташовувалися службові приміщення, музична школа, флотський оркестр, юнкерські класи в яких навчалися гардемарини. Вікна у флігелях були оздоблені венеційським склом. В головній будівлі знаходилась велика мармурова зала з гарним денним освітленням, декілька гостьових кімнат над якими розміщувалися хори для музикантів та глядачів.
Під час німецько-радянської війни будівля дуже постраждала й була відбудована.
Навколо будівлі збереглася оригінальна кована огорожа.